# Lloro de ventre taronja
El lloro de ventre taronja (Poicephalus rufiventris) és una espècie d'ocell de la família dels psitàcids que habita zones arbustives, de matoll i sabanes d'Àfrica oriental, des d'Etiòpia i Somàlia, cap al sud, a través de Kenya fins al nord de Tanzània.

## Descripció
El lloro de ventre taronja és un lloro petit d’uns 23 cm de llarg i pesos de 140 g. És un ocell majoritàriament verdós i gris, amb el verd més destacat sobre les parts inferiors i el gris més obvi sobre les superiors. Els individus adults tenen plomes verdes que cobreixen les porcions superiors de les cames, l'iris vermell i el bec de color gris fosc. L’espècie és sexualment dimorfa. Normalment, els mascles tenen la part inferior del pit i l'abdomen de color taronja brillant, mentre que les femelles adultes són verdoses en aquestes zones. El dimorfisme es produeix des de ben jove i es veu fins i tot en pollets joves encara al niu.
Normalment, el lloro de ventre taronja menja llavors, gra, flors, nèctar i fulles a banda d'escorça i suc de fruites encara verdes.

## Etimologia anglesa
El lloro de ventre taronja en anglès es diu “Red-bellied parrot” (lloro de ventre vermell) la qual cosa implicaria que el lloro té indicis de vermell, però no és així. Tanmateix, la paraula per al color taronja no es va introduir en llengua anglesa fins després que es descobrís i es nomenés la taronja (fruita), de manera que alguns animals que són de color taronja per la definició actual van ser anomenats vermells a causa del fet que una paraula pel color taronja no existia en anglès.

## Reproducció
El lloro de ventre taronja nidifica a les cavitats dels arbres. Els ous són blancs i normalment n’hi ha tres per posta. La femella incuba els ous durant uns vint-i-vuit dies i els pollets deixen el niu uns seixanta-tres dies després de l’eclosió.

## Taxonomia
Es reconeixen dues subespècies:
- P. r. pallidus (Rüppell, 1842)- Thornbush sec de l'est de Etiòpia i Somàlia.
- P. r. rufiventris (Reichenow, 1887) - centre d'Etiòpia fins nord de Tanzània.